# Роннебург (Тюрингия)
Роннебург (нем. Ronneburg) — город в Германии, в земле Тюрингия.
Входит в состав района Грайц. Население составляет 5,3 тыс. человек (2009). Занимает площадь 19,18 км². Официальный код — 16 0 76 061.
Город подразделяется на 4 городских района.

## Города-побратимы
- Отвиль-Лоннес (Франция, с 2000)